# 麓谷体育公園駅
麓谷体育公園駅（ろくこくたいいくこうえんえき、中文表記: 麓谷体育公园站、英文表記: Lugu Sports Park station）は、中華人民共和国湖南省長沙市岳麓区にある長沙地下鉄6号線の駅である。

## 駅周辺
- 麓谷工業園
- 麓谷体育公園
- 桐梓坡西路